# Darwin Symphony Orchestra
Het Darwin Symphony Orchestra (DSO) is een Australisch symfonieorkest gevestigd in Darwin, de hoofdstad van het Noordelijk Territorium. Het orkest werd opgericht door Martin Jarvis.
Het DSO gaf zijn eerste concert in 1989. Het orkest wordt gefinancierd door de regering van het Noordelijk Territorium en bijdragen van bedrijven, particulieren, waaronder de Charles Darwin University. Het orkest bestaat uit meer dan 75 musici, en Jarvis is nog steeds de chef-dirigent en artistiek leider.
Het DSO geeft ongeveer 8 concerten per jaar. De Australische omroep ABC maakte een documentaire over het DSO met de titel Have Orchestra, Will Travel die zowel in Australië als daarbuiten werd uitgezonden.
Het Darwin Symphony Orchestra gaf concerten in Darwin, maar ook in Katherine, Tennant Creek, Alice Springs, Glen Helen Gorge, Groote Eylandt, Nhulunbuy en Jabiru. Het orkest speelde met artiesten als John Williams, James Blundell en Wendy Matthews.
Het DSO speelde twee keer bij de uitreiking van de prijs voor het Community Event van het jaar op de Nationale Australiëdag. In 1995 ontving het DSO een prijs voor haar bijdrage aan de Australische cultuur van het Centrum voor Australisch cultureel onderzoek. In 2000 kreeg het orkest de prijs voor een gemeenschapsorkest van de TOAN (The Orchestras of Australia Network).